# Gordon Brown

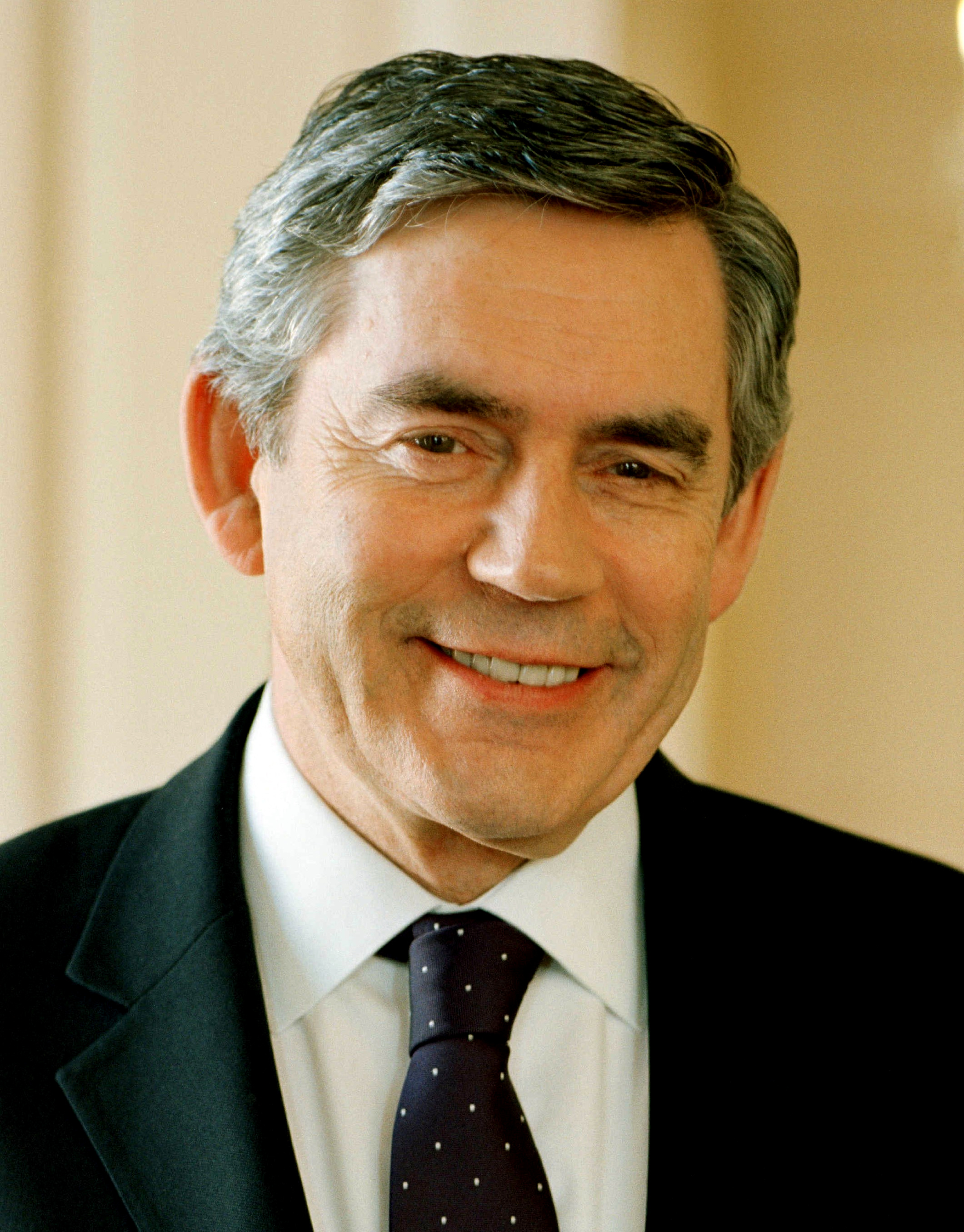
Gordon Brown (2008)

James Gordon Brown CH, PC (* 20. Februar 1951 in Glasgow) ist ein britischer Politiker. Er war von Juni 2007 bis Mai 2010 als Nachfolger von Tony Blair Premierminister des Vereinigten Königreichs und Parteichef der Labour Party. Seit 2012 ist er Sondergesandter der Vereinten Nationen für Globale Bildung.
Seit 1983 gehörte er dem Unterhaus als Abgeordneter für den Wahlkreis Dunfermline East an, seit einer Umstrukturierung der schottischen Wahlkreise im Jahr 2005 vertrat er bis 2015 den Wahlkreis Kirkcaldy and Cowdenbeath in der Grafschaft Fife. Brown war von Mai 1997 bis Juni 2007 Schatzkanzler im Kabinett von Tony Blair und damit der am längsten amtierende Schatzkanzler seit Nicholas Vansittart (1812–1823).

## Leben

### Studium und akademische Laufbahn

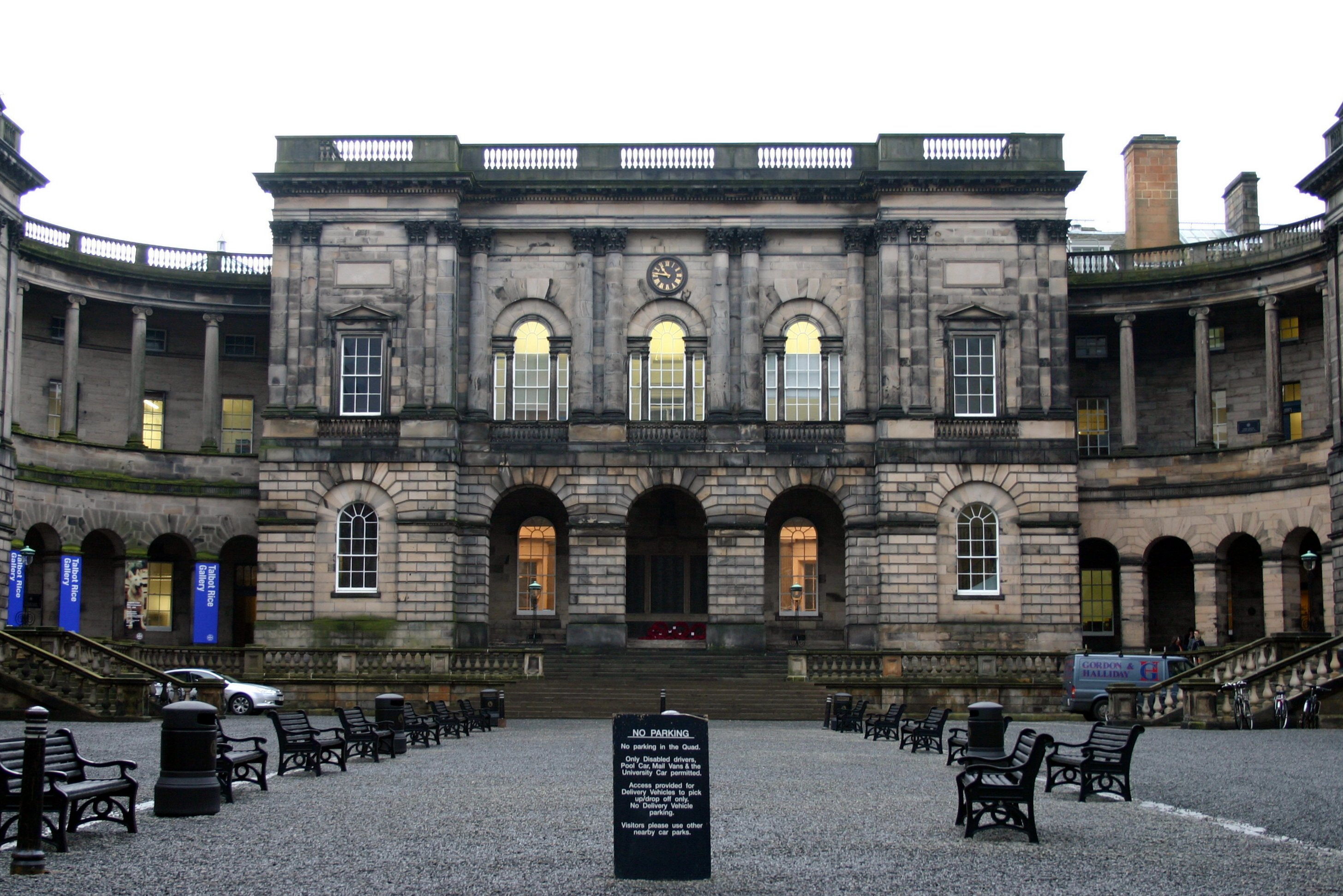
Innenhof der Universität von Edinburgh

Gordon Brown, dessen Vater John Ebenezer Brown Pfarrer der (reformierten) Church of Scotland war, besuchte die Kirkcaldy High School. Gordon Brown wurde als zweiter Sohn 1951 in Glasgow geboren; seine Familie zog nach Kirkcaldy in Fife um, als der junge Gordon fünf Jahre alt war. Sein Vater war ein Pfarrer in der Church of Scotland und prägte seinen Kindern das Ideal eines christlichen Sozialismus ein. Nach dem Besuch einer Grammar School wurde er mit nur 16 Jahren an der Universität Edinburgh zugelassen; zu Ende seiner Schulzeit in Kirkcaldy traf ihn bei einem 15er-Rugbyspiel ein Tritt an den Kopf und er erlitt eine Netzhautablösung. Er ignorierte das Problem zunächst über mehrere Wochen, was die Symptome verschlimmerte. Nachfolgend erblindete er trotz mehrerer Operationen auf dem linken Auge und musste dann mehrere Monate in einem abgedunkelten Raum liegen, um zumindest das zweite Augenlicht zu retten. Danach war er in den Augen verschiedener Historiker noch entschlossener und zielstrebiger. Bereits während des Studiums begann er, sich politisch zu betätigen und wurde Editor einer Universitätszeitung.
1972 graduierte er als Master of Arts in Geschichte und blieb weiter an der Universität, um zu promovieren. Er schrieb über die Geschichte Labours. Als Postgraduierter wurde er von seinen Mitstudenten zum Rektor in der Geschichte der Universität Edinburgh gewählt. Parallel dazu verwendete er viel Zeit und Energie darauf, in der schottischen Labour-Partei seinen Weg zu suchen, die in dieser Zeit im Vergleich zu ihrer Schwesterorganisation in England weniger militant-radikal war. 1975 veröffentlichte er eine Serie sozialistischer Essays (als „The Red Paper on Scotland“ betitelt), in denen er unter anderem mehr Verstaatlichung, forderte und für die Devolution eintrat.
1982 erhielt er den Doktorgrad. Browns Doktorarbeit befasste sich mit der Geschichte der schottischen Labour Party in den Jahren 1918 bis 1929.
Er lehrte an der Glasgow Caledonian University, bevor er als Journalist zu Scottish Television (Teil des ITV-Netzwerks) wechselte. 1986 veröffentlichte er eine Biografie über den Labour-Politiker James Maxton.

### Politische Karriere
Bei der Unterhauswahl 1979 kandidierte Brown für den Wahlbezirk Edinburgh South, der als sicherer Wahlkreis für die Konservative Partei galt. Er verlor gegen den Konservativen Michael Ancram. Danach hatte Brown die Chance auf einen sicheren Wahlkreis für Labour (im schottischen Hamilton), zeigte aber in den Augen von Historikern mit einer Mischung aus Loyalität für Edinburgh South und Zögerlichkeit zum ersten von vielen Malen trotz Ehrgeiz und Ambitionen einen signifikanten Mangel an politischer Rücksichtslosigkeit. 
Beim zweiten Anlauf bei der Unterhauswahl 1983 wurde Brown als Abgeordneter von Dunfermline East ins Unterhaus gewählt. Die Wahl war ein Fiasko für Labour (Parteivorsitzender war Michael Foot): sie erhielten 209 Unterhaussitze nach 268 bei der Wahl 1979 und 319 bei der Wahl im Oktober 1974. 
Brown und der spätere Premierminister Tony Blair teilten sich ab 1983 ein Unterhaus-Büro und wurden in dieser Zeit enge Freunde. 
Brown wurde 1985 Sprecher der Opposition für Handel und Industrie. 
Ab 1987 gehörte er dem Schattenkabinett an, zunächst als Schattenchefsekretär der Treasury, dann ab 1989 als Schattenminister für Handel und Industrie und ab 1992 als Schattenschatzkanzler.
Nach dem plötzlichen Tod des Labour-Vorsitzenden John Smith im Mai 1994 wurde Brown als potenzieller Nachfolger gehandelt, verzichtete zugunsten von Tony Blair aber auf eine Kandidatur. Blair machte Brown im Gegenzug weitreichende politische Zugeständnisse, so avisierte er, Brown die Kontrolle über die Wirtschaftspolitik zu geben und nach einer gewissen Zeit zurückzutreten, damit Brown selber Premierminister werden konnte. Diese Vereinbarung wurde auch „Granita Deal“ genannt. Die Zusammenarbeit zwischen Blair und Brown spielte eine zentrale Rolle für die Entwicklung von New Labour.
Als Schatten-Schatzkanzler arbeitete Brown daran, Labour als kompetente Partei in Sachen Finanzen zu porträtieren. Der Wirtschaft und der Mittelklasse wollte er die Kompetenz von Labour in Wirtschaftsfragen und bei der Inflationsbekämpfung beweisen. Prudence („Besonnenheit“) wurde Browns Schlagwort. Er trat dafür ein, den Ausgabenplan der Konservativen für zwei Jahre nach der Machtübernahme zu übernehmen.

### Schatzkanzler
Nachdem Brown im Mai 1997 das Amt als Schatzkanzler angetreten hatte, gewährte er der Bank of England uneingeschränkte Freiheit in der Geldpolitik und somit die Verantwortung für die Festlegung der Zinssätze. Die Konservativen waren gegen die Maßnahme, da sie diese als ersten Schritt zur Abschaffung des Pfund Sterling und den Beitritt zur Europäischen Wirtschafts- und Währungsunion betrachteten. Die Liberaldemokraten hingegen sahen eines ihrer Hauptanliegen erfüllt. Tatsächlich wird Brown als weniger Euro-freundlich angesehen als die meisten Mitglieder der Blair-Regierung, und es wurden Meinungsverschiedenheiten zwischen ihm und den Euro-Befürwortern in der Regierung wie z. B. Peter Hain und Jack Straw deutlich.

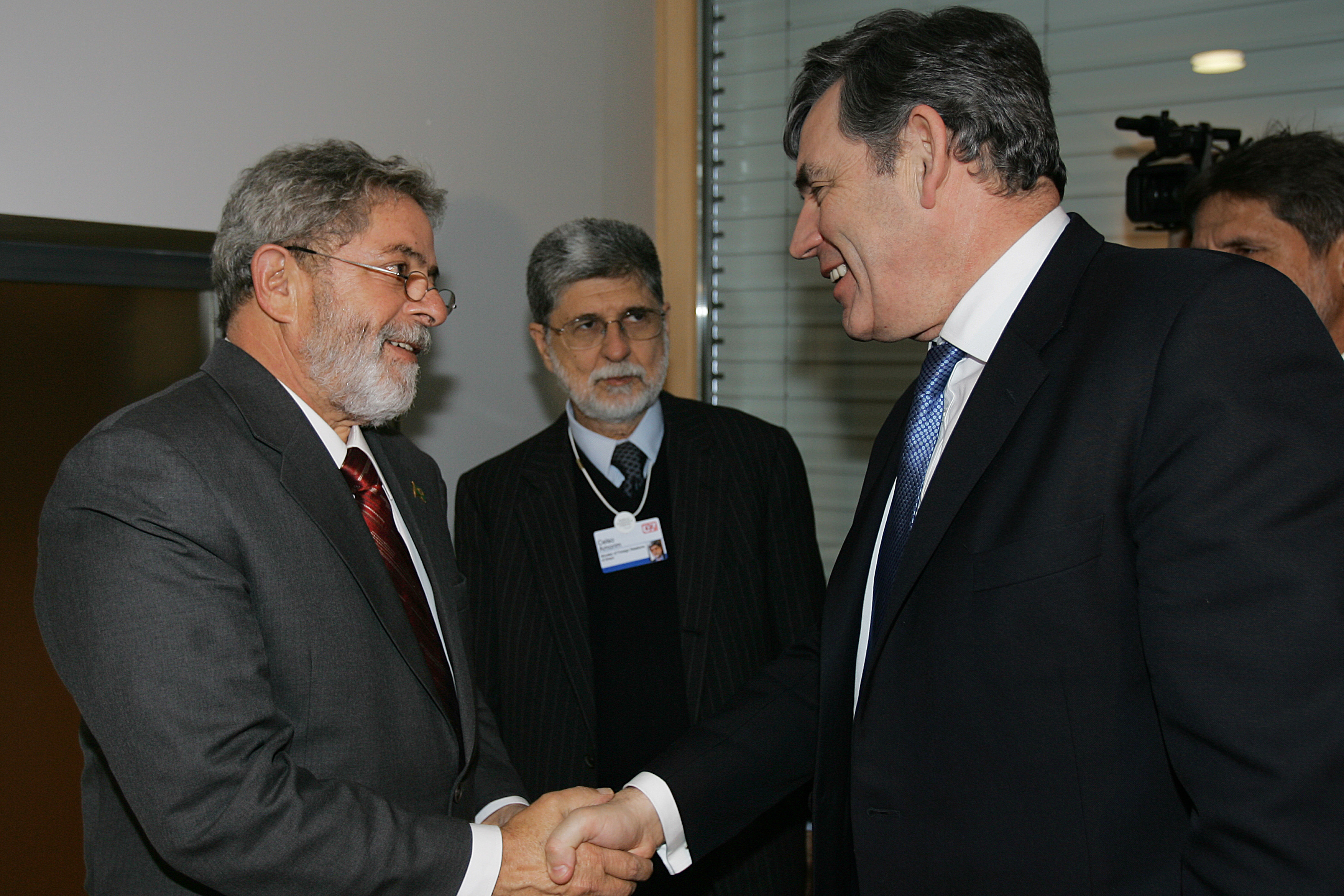
Gordon Brown mit Brasiliens Präsident Lula da Silva am Weltwirtschaftsforum 2007 in Davos

Unter Brown sanken die Einkommensteuern und die Unternehmenssteuern merklich. Sobald der Ausgabenplan der Konservativen abgelaufen war, setzte Brown ab 2000 größere Ausgaben in den Bereichen Gesundheit und Bildung durch. Von 1997 bis 2006 betrug laut OECD das durchschnittliche jährliche Wirtschaftswachstum 2,7 Prozent, rund 0,6 Prozent höher als in der Eurozone. Die Arbeitslosenquote sank von 7 auf 5,5 Prozent.
Am 15. Juni 2004 wurde Brown der am längsten ununterbrochen amtierende Schatzkanzler seit Nicholas Vansittart (1812–23). Im Mai 2004 zeigten Umfragewerte, dass Labour nur dann die Mehrheit im Parlament wiedergewinnen würde, wenn Gordon Brown anstelle von Tony Blair sie anführen würde. Der seinerzeitige Vizepremierminister John Prescott kündigte an, es würde gravierende Änderungen geben, doch im Oktober 2004 gab Tony Blair bekannt, dass er für eine dritte Amtsperiode antreten werde.

### Premierminister und Parteichef

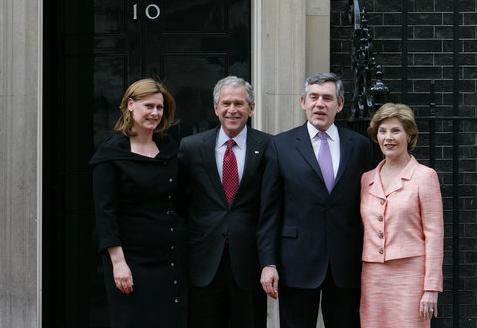
Gordon Brown (2. v. r.) und seine Frau Sarah (links) mit George W. Bush und dessen Frau Laura im Juni 2008

Brown erhielt am 17. Mai 2007 die Unterstützung von 313 der 353 Unterhausmitglieder seiner Partei. 
Daraufhin designierte ihn das Labour-Exekutivkomitee offiziell zu Blairs Nachfolger. Zunächst übergab Blair am 24. Juni auf einem Sonderparteitag in Manchester das Amt des Parteiführers an Brown. Seit dem 27. Juni 2007 führte Brown als Premierminister die Regierungsgeschäfte. Er war damit nach Ramsay MacDonald und Blair erst der dritte Schotte in diesem Amt.
Labour initiierte zu Beginn seiner Amtszeit die Kampagne Not Flash, Just Gordon, in der er sch von Blairs New Labour treilweise distanzierte. 
Brown verwendete das Schlagwort New Labour bei öffentlichen Auftritten kaum noch. Brown veröffentlichte sein manifesto for change (Manifest des Wandels), in dem er versprach, den National Health Service weiterhin als seine Top-Priorität anzusehen, weiterhin ein rigoroses Vorgehen gegen Korruption versprach und eine Neugewichtung des Verhältnisses zwischen Zentralmacht und Lokalverwaltung in Aussicht stellte. 
Danach gab es Spekulationen über eine Vorgezogene Neuwahl; Brown gab im Oktober aber bekannt, es werde keine Neuwahlen geben. Labour fiel in den Umfragen bald hinter die Tories um David Cameron zurück und verlor wichtige Nachwahlen. 
Am 15. September 2008 infolge der Finanzkrise Insolvenz beantragen.
Im September 2007 geriet das Finanzunternehmen Northern Rock in Schwierigkeiten, was zum ersten Run auf eine britische Bank seit Menschengedenken führte. Insgesamt wurde Browns Amtszeit von der Finanzkrise ab 2007 überschattet. Nachdem Brown als Schatzkanzler eine Reputation für hohen ökonomischen Sachverstand erworben hatte, wurde sein Name mehr als bei anderen Premierministern mit der Finanzkrise verbunden. Brown schnürte ein Bankenrettungspaket in Höhe von 500 Milliarden £. 
Großbritanniens Wirtschaft erholte sich sehr langsam und die Umfragewerte von Labour wurden nicht besser. 
Vor der Britischen Unterhauswahl 2010 gab es das erste TV-Duell zwischen den Parteivorsitzenden Brown, Cameron und Clegg.
Nach der für Labour verlorengegangenen Wahl und dem darauf folgenden Scheitern von Verhandlungen mit der Liberaldemokratischen Partei trat Brown am 11. Mai 2010 von seinen Ämtern als Premierminister und Vorsitzender der Labour Party zurück. 
Er blieb bis zum 30. März 2015 einfacher Unterhaus-Abgeordneter.

### Bewertung von Browns Amtszeit als Premierminister
Über Brown als Premierminister wurden sehr verschiedene Urteile gefällt. Seine Anhänger zeichneten das Bild einer inspirierenden und brillanten Führungspersönlichkeit, die die Interessen des Vereinigten Königreichs verteidigt und die globale Wirtschaft in der Banken- und Finanzkrise ab 2007 mit stabilisiert habe. 
Kritiker beschrieben ihn als unzugänglich, misstrauisch und autoritär. Innerparteiliche Konflikte vor allem mit Tony Blair und Intrigen verstärkten diesen Eindruck. Politische Beobachter wie Robert Harris und Christopher Hitchens verglichen Browns politischen Stil mit jenem von Richard Nixon.
Ein britischer Autor nannte ihn 2009 „tail-end“-Premierminister. Seine Amtszeit sei wenig mehr als ein Epilog zu Blairs zehn Jahren (1997–2007) als Premierminister gewesen.

### Nach der Unterhauswahl 2010
Brown verbrachte die nächsten Jahre als Hinterbänkler. Am 1. Dezember 2014 kündigte er seinen Rückzug aus der Politik an und erklärte, bei den Unterhauswahlen 2015 nicht erneut kandidieren zu wollen. In seinem Wahlkreis Kirkcaldy and Cowdenbeath trat Kenny Selbie für die Labour Party an. Er konnte sich jedoch nicht gegen den SNP-Kandidaten Roger Mullin durchsetzen.
Neben seiner Tätigkeit als Sondergesandter der Vereinten Nationen für globale Bildung (seit 2012) ist Gordon Brown Vorsitzender der Global Strategic Infrastructure Initiative des Weltwirtschaftsforums und Distinguished Global Leader in Residence an der New York University.
Am 15. Juni 2024 wurde in der „King's Birthday Honours List“ die Ernennung Gordon Browns zum Mitglied des Order of the Companions of Honour bekanntgegeben.

### Privatleben

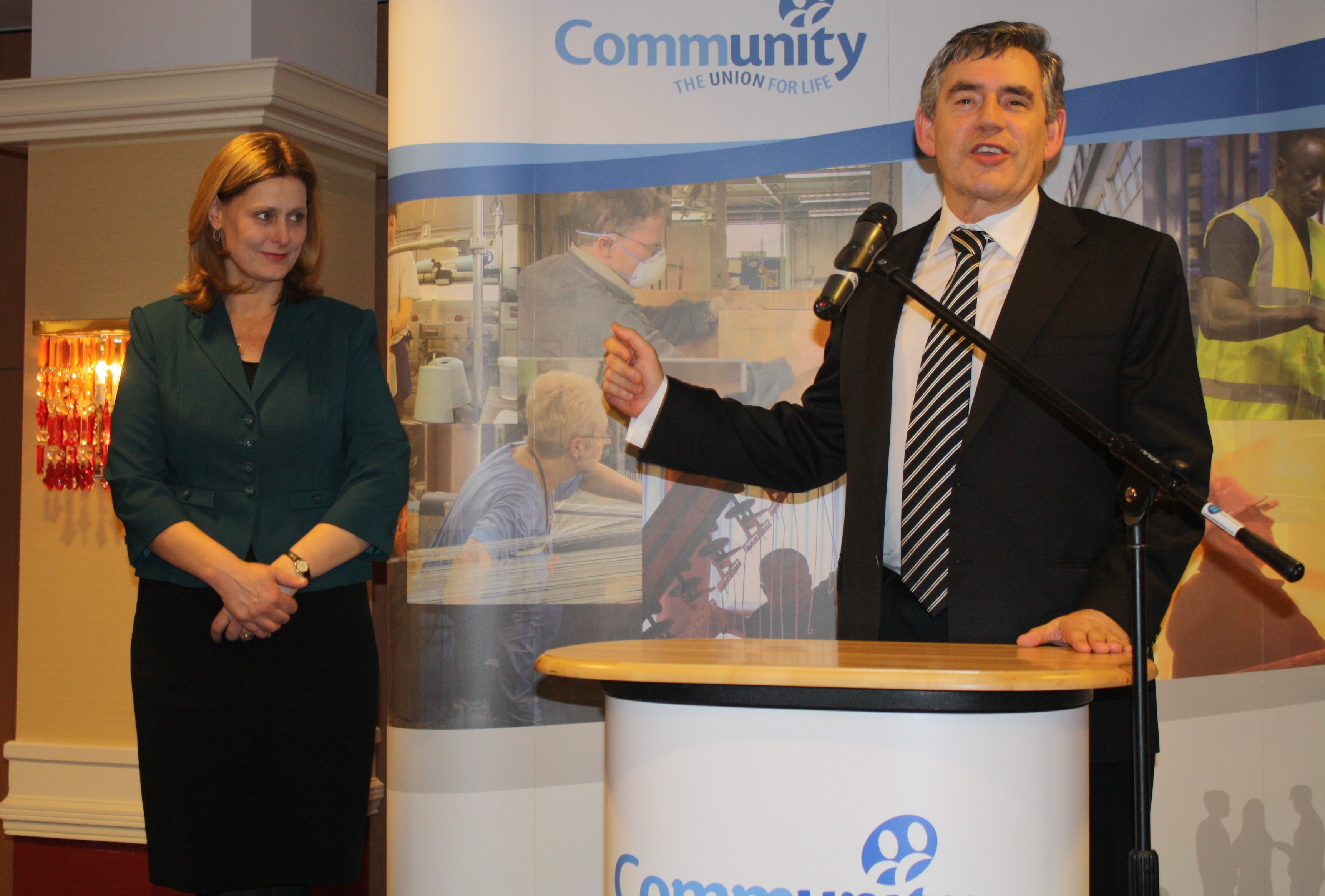
Sarah und Gordon Brown, 2009

Gordon Brown ist seit dem 3. August 2000 mit Sarah geb. Macaulay verheiratet. Im Gegensatz zu Cherie Blair trat Sarah Brown selten in der Öffentlichkeit auf. Sie ist von Beruf PR-Managerin und war bis 2001 Co-Geschäftsführer in der Beratungsfirma Hobsbawm Macaulay, zusammen mit Julia Hobsbawm, der Tochter des Historikers und Sozialwissenschaftlers Eric Hobsbawm. Am 28. Dezember 2001 brachte Sarah Brown eine zu früh geborene Tochter zur Welt, die am 8. Januar 2002 starb. Das zweite Kind, ein Sohn, wurde am 17. Oktober 2003 geboren. Am 17. Juli 2006 kam ein weiterer Sohn zur Welt. Seit Ende 2006 ist bekannt, dass das Kind an Mukoviszidose leidet.
Brown selbst verlor bei einem Rugby-Unfall als Teenager die Sehkraft eines Auges und die Sehkraft seines verbliebenen Auges ist sehr schwach. Wie ein Brief an die Mutter eines getöteten britischen Soldaten offenbarte, leiden seine handschriftlichen Fähigkeiten darunter erheblich. Brown hat zwar einen Führerschein, er saß aber seit seinem 21. Lebensjahr nicht mehr am Steuer eines Autos.
Brown hat zwei Brüder. John Brown leitet die Abteilung für Öffentlichkeitsarbeit der Stadtverwaltung von Glasgow; Andrew Brown leitet die PR-Abteilung von EDF Energy, der britischen Tochtergesellschaft von Électricité de France.

### Eigene Schriften

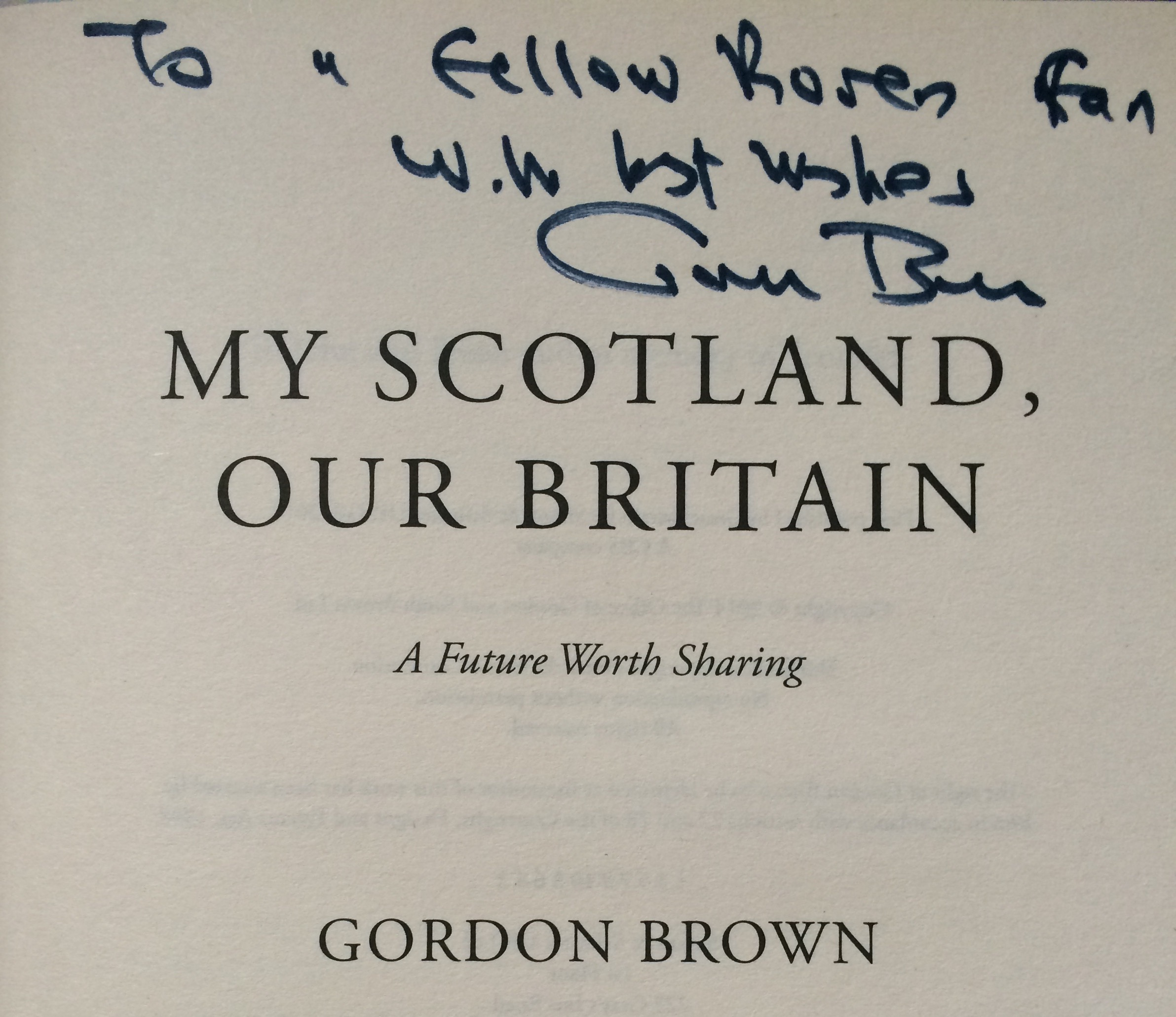
Signatur

- Seven Ways to Change the World: How To Fix The Most Pressing Problems We Face. Simon & Schuster, London 2021. ISBN 1-3985-0361-4.
- My Scotland, Our Britain. A Future Worth Sharing. Simon & Schuster, 2014. ISBN 978-1-4711-3748-8.
- Was folgt: Wie wir weltweit neues Wachstum schaffen. Campus Verlag, 2011. ISBN 978-3-593-39453-4.
- Speeches 1997–2006. Bearbeitet von Wilf Stevenson. Bloomsbury Publishing, London 2006. ISBN 0-7475-8837-6.
- mit Tony Wright: Values, Visions and Voices – An Anthology of Socialism. Mainstream Publishing, 1995. ISBN 1-85158-731-4.
- Where There's Greed – Margaret Thatcher and the Betrayal of Britain's Future. Mainstream Publishing, 1989. ISBN 1-85158-228-2.
- mit Robin Cook: Scotland – The Real Divide, Poverty and Deprivation in Scotland. Mainstream Publishing, 1987. ISBN 0-906391-18-0.
- Maxton – A Biography. Mainstream Publishing, 1986. ISBN 1-85158-042-5.

### Biografien
- Tom Bower: Gordon Brown. HarperCollins, 2003. ISBN 0-00-717540-X.
- Brian Brivati: Kapitel über Gordon Brown in Labour Forces. IB Taurus Publishing, 2002, ISBN 1-4175-1633-X.
- William Keegan: The Prudence of Mr Gordon Brown. John Wiley, 2003. ISBN 0-470-84697-6.
- Kevin Maguire: Kapitel über Gordon Brown in Dictionary of Labour Biography. Politicos Publishing, 2001. ISBN 1-902301-18-8.
- James Naughtie: The Rivals – The Intimate Story of a Political Marriage. Fourth Estate, 2001. ISBN 1-84115-473-3.
- Robert Peston: Brown's Britain – How Gordon Runs the Show. Short Books, 2005. ISBN 1-904095-67-4.
- Paul Routledge: Gordon Brown – The Biography. Simon & Schuster, 1998. ISBN 0-684-81954-6.
- Steve Richards: Whatever it takes. The real story of Gordon Brown and New Labour. HarperCollins, 2010, ISBN 978-0-00-732032-5

### Sonstiges
- Hugh Pym, Nick Kochan: Gordon Brown – The First Year in Power. Bloomsbury Publishing, 1998. ISBN 0-7475-3701-1.
- Andrew Rawnsley: Servants of the people – The inside story of New Labour. Penguin Books, 2001. ISBN 0-14-027850-8.
- Greg Rosen: Old Labour to New. Politicos Publishing, 2005. ISBN 1-84275-045-3.
- Paul Routledge: Bumper Book of British Lefties. Politicos Publishing, 2003. ISBN 1-84275-064-X.
- Anthony Seldon: Brown at 10. Biteback, 2010. ISBN 978-1-84954-069-8.